# Formatge serrat
El formatge serrat és un formatge adobat dels Pirineus Catalans elaborat a partir de llet crua d'ovella. Originalment era un formatge artesà que es preparava entre la primavera i la tardor. Actualment es produeix tot l'any, i de forma comercial, a les comarques de la Cerdanya, l'Alt Urgell i el Pallars Sobirà.

## Preparació
La llet crua d'ovella es posa al tanc de refrigeració, per després traslladar-la en un tanc de quallar. El tanc s'escalfa a 34-36 °C i s'hi afegeix quall animal (coagulació enzimàtica) i ferments lactis. Tot seguit es deixa reposar i quan ha pres la llet es talla i se n'extreu el xerigot. Després es posa el mató en una tela que fa de colador i es posa als motlles per premsar fins que no desprengui més líquid. A continuació, es sala i es deixa assecar. Al final es deixa madurar al celler o cambra durant dos mesos si és fet amb llet crua o només un si és fet amb llet pasteuritzada.
Antigament al Pallars, quan el formatge serrat s'espatllava o que no sortia com s'esperava, s'aprofitava per a fer el llenguat, formatge fermentat i de gust fort i picant.

## Característiques
El formatge serrat té forma cilíndrica i l'escorça de color clar; és una mica tou i groguenc a l'interior. El nom d'aquest formatge prové del fet que la seva massa és "serrada", és a dir compacta, consistent i sense ulls.
És un formatge gras, olorós, de sabor intens, lleugerament picant quan arriba a un cert grau de maduració. Es menja semisec i sec. Es menja preferentment amb pa de pagès i tasta molt bé quan s'acompanya amb fruites o amanides verdes.
Té forma cilíndrica, amb les vores angulars o lleugerament arrodonides. La pell fina i llisa, d'un color entre groguenc i marrons. L'interior és groc. La massa és compacta, consistent (serrat) i sense forats.

### Dites populars
El pa lleuger i eixut i el formatge serrat i feixuc.
El pa ullat i el formatge serrat.
Pa ullat i formatge serrat és el més encertat.